# I Only Want to Be with You
Singles de Dusty Springfield
Stay Awhile
(1964)
I Only Want to Be with You est une chanson originellement enregistrée et sortie en novembre 1963 comme son premier single par la chanteuse britannique Dusty Springfield. La chanson sera plus tard incluse dans son premier album, qui paraîtra en juin de l'année suivante et sera intitulé Stay Awhile / I Only Want to Be with You.
La chanson débute à la 46e place du hit-parade des singles britannique dans la semaine du 21 au 27 novembre 1963 et commence à grimper. Finalement, dans la semaine du 9 au 15 janvier 1964 elle atteint la 4e place et garde cette place pour deux semaines de plus.

## Autres versions

### Bay City Rollers
En 1976, la chanson est reprise par les Bay City Rollers. Sortie en août/septembre 1976 comme le premier single de leur album studio 
Dedication, elle a atteint la 4e place au Royaume-Uni et la 12e place aux États-Unis.

### The Tourists
Entre 1977 et 1980, The Tourists, second groupe dans lequel collaborent Annie Lennox et Dave Stewart avant la fondation de Eurythmics, sort trois albums studio. Parmi les singles qui en sont issus, la reprise de I Only Want to Be with You rencontre un succès d'estime au Royaume-Uni.

### Samantha Fox
Singles de Samantha Fox
I Wanna Have Some Fun
(1988) (Hurt Me, Hurt Me) But the Pants Stay On
(1991)
Clip vidéo
[vidéo] « I Only Want to Be with You », sur YouTube
En 1988, la chanson est reprise par Samantha Fox sur son album I Wanna Have Some Fun, produit par Stock, Aitken et Waterman. L'album sort (au Royaume-Uni) en novembre 1988, et cette chanson sort en single en janvier 1989. C'est le deuxième single de cet album (après la chanson-titre I Wanna Have Some Fun).
La chanson a atteint la 16e place au Royaume-Uni et la 31e place aux États-Unis.

## Adaptations dans d'autres langues

### À présent tu peux t'en aller
Cette adaptation en français a été enregistrée en 1964 par Richard Anthony, Les Surfs, Aglaé et Claudette Vandal.

### E adesso te ne puoi andare
La même année (1964), Les Surfs enregistrent la version italienne de la chanson sous le nom E adesso te ne puoi andare.

### Ahora te puedes marchar
En 1987, la chanson est reprise en espagnol sous le titre Ahora te puedes marchar par Luis Miguel sur son album Soy como quiero ser. Cette chanson est sortie en tant que premier single de cet album.
En 2019, le boys band sud-coréen Super Junior rend hommage à la version espagnole de Luis Miguel en recréant le clip de l'époque et en réinterprétant la chanson. La chanson figure sur leur album One More Time (en).

## Liste des différentes versions
| Année | Titre                           | Interprète                        | Langue                 | Langue           |
| ----- | ------------------------------- | --------------------------------- | ---------------------- | ---------------- |
| 1963  | I only want to be with you      | Dusty Springfield                 | Drapeau du Royaume-Uni | anglais          |
| 1963  | Auf Dich wart'ich nur immerzu   | Dusty Springfield                 | Drapeau de l'Allemagne | allemand         |
| 1964  | À présent tu peux t'en aller    | Les Surfs / Richard Anthony       | Drapeau de la France   | français         |
| 1964  | E adesso te ne puoi andare      | Les Surfs                         | Drapeau de l'Italie    | italien          |
| 1964  | Ahora te puedes marchar         | Lita Torelló                      | Drapeau de l'Espagne   | espagnol         |
| 1964  | Ik will alleen maar bij je zijn | Marian Karsemeyer                 | Drapeau des Pays-Bas   | néerlandais      |
| 1964  | Jag vill vara nära dig          | Lill Babs                         | Drapeau de la Suède    | suédois          |
| 1965  | Te fue difícil                  | Vianey Váldez                     | Drapeau de l'Espagne   | espagnol         |
| 1965  | Sólo quiero estar contigo       | Enrique Guzmán                    | Drapeau de l'Espagne   | espagnol         |
| 1967  | Chytila jsem na pasece motýlka  | Helena Vondráčková                | Drapeau de la Tchéquie | tchèque          |
| 1969  | Det har jeg altid ønsket mig    | Elin                              | Drapeau du Danemark    | danois           |
| 1975  | Jykevää on rakkaus              | Rauli Somerjoki                   | Drapeau de la Finlande | finnois          |
| 1976  | Ab heute weht ein neuer Wind    | Howard Carpendale                 | Drapeau de l'Allemagne | allemand         |
| 1977  | Sinu juures                     | Thea Paluoja & Ansambel Proov 583 | Drapeau de l'Estonie   | estonien         |
| 1987  | Ahora te puedes marchar         | Luis Miguel                       | Drapeau de l'Espagne   | espagnol         |
| 1987  | Agora você pode ir              | Luis Miguel                       | Drapeau du Portugal    | portugais        |
| 1992  | Haluun olla luonas sun          | Paula Koivuniemi                  | Drapeau de la Finlande | finnois          |
| 1992  | Hvis bare jeg får bli hos deg   | Wenche Myrhe                      | Drapeau de la Norvège  | norvégien        |
| 1999  | Žába                            | Argema                            | Drapeau de la Tchéquie | tchèque          |
| 2004  | I only wanna be with you        | Tommy February6                   | Drapeau du Japon       | anglais          |
| 2005  | I only wanna be with you        | Sung Eun                          | Drapeau de Corée       | anglais / coréen |
| 2009  | Ámor nyila                      | Barbee                            | Drapeau de la Hongrie  | hongrois         |
| 2012  | E adesso te ne puoi andar       | Juliette Jolie                    | Drapeau de l'Italie    | italien          |